# アレクサンドル・シャルル・ルコック
アレクサンドル・シャルル・ルコック（仏: Alexandre Charles Lecocq, 1832年6月3日 - 1918年10月24日）はフランスのオペレッタ作曲家。パリ出身。1849年にパリ音楽院への入学が許可されるが、すでに玄人はだしのピアニストであった。音楽院ではジャック・フロマンタル・アレヴィらに師事し、1850年に和声で首席、1852年にはフーガで第2位を獲得。ジャック・オッフェンバックが主催したオペレッタ作曲コンクールにおいて、ビゼーと第1位を分かち合ったことによって最初の注目を集める。
ルコックのオペレッタ《ミラクル博士Le Docteur miracle》は、1857年にレ・ブッフ・パリジャン座で上演され、その後ルコックは頻繁に劇場作品を作曲し続けるが、1868年に百夜にわたって連続公演が行われた《お茶の花 Fleur de thé》までは、特筆に価する作品は作曲していない。《百人の乙女Les Cent Vierges》（1872年）も好意を持って迎えられたが、《アンゴー夫人の娘 La Fille de Madame Angot》（1873年パリおよびロンドン）が400日間連続公演が行われると、それまでの成功をすっかり霞めてしまった。それ以来この作品は、非常な人気を保っている。
1873年よりルコックは、大量のコミック・オペラを作曲するが、《アンゴー夫人の娘》の人気に匹敵するほどの作品を作ることはできなかった。ルコックのコミック・オペラのうちで最も出来が良いのは以下の作品である。
- 《ジロフル＝ジロフラ（英語版） Giroflé-Girofla》（1874年パリおよびロンドン）
- 《サン＝ジェルヴェの平原 Les Prés Saint-Gervais》（同上）
- 《小さな花嫁（英語版） La Petite Mariée》（1875年パリ、1876年ロンドン、イギリスでは1897年に「紅の羽 The Scarlet Feather」の名で再演）
- 《小公子（英語版） Le Petit Duc》（1876年パリおよびロンドン）
- 《コジキ（英語版） Kosiki》（1876年パリ）
- 《小さなお嬢様 La Petite Mademoiselle》（1879年パリ、1880年ロンドン）
- 《昼と夜（英語版） Le Jour et la Nuit》（1881年パリ、英題「マノラ Manola」1882年ロンドン）
- 《心と手（英語版） Le Coeur et la main》（1882年パリ、英題「お忍びの御婦人 Incognita」1883年ロンドン）
- 《カナリア諸島の姫君たち La Princesse des Canaries》（1883年パリ、英題「ペピータ Pepita」1882年ロンドン）

1899年にはバレエ音楽《白鳥 Le Cygne》がパリのオペラ＝コミック座で、1903年には《イェッタ Yetta 》がブリュッセルで上演されている。
日本では、《アンゴー夫人の娘》が浅草オペラのレパートリーに入っていた。